# SS Adour
Le SS Adour est un paquebot mixte de la Compagnie des messageries maritimes lancé à La Seyne le 11 avril 1889. Il faisait partie d'une série de trois paquebots chargés de desservir l’Amérique du Sud avec la Charente et la Dordogne. Il effectua sa première traversée pour La Plata le 28 août 1889.
Après avoir servi sur cette ligne jusqu'en 1895, il fut affecté à la ligne Londres—Marseille—Saïgon—Shanghai de 1897 à 1905. Le 25 juillet 1898, il remorque le croiseur russe Tzarita à la suite d'une avarie de ses machines. Le 15 juillet 1905, après un grave abordage entre Dunkerque et Le Havre avec le cargo britannique North Point, il subit une refonte importante qui lui ajoute un pont de dunette et un gaillard d'avant allongé, ainsi que de nombreuses cabines d'entrepont.

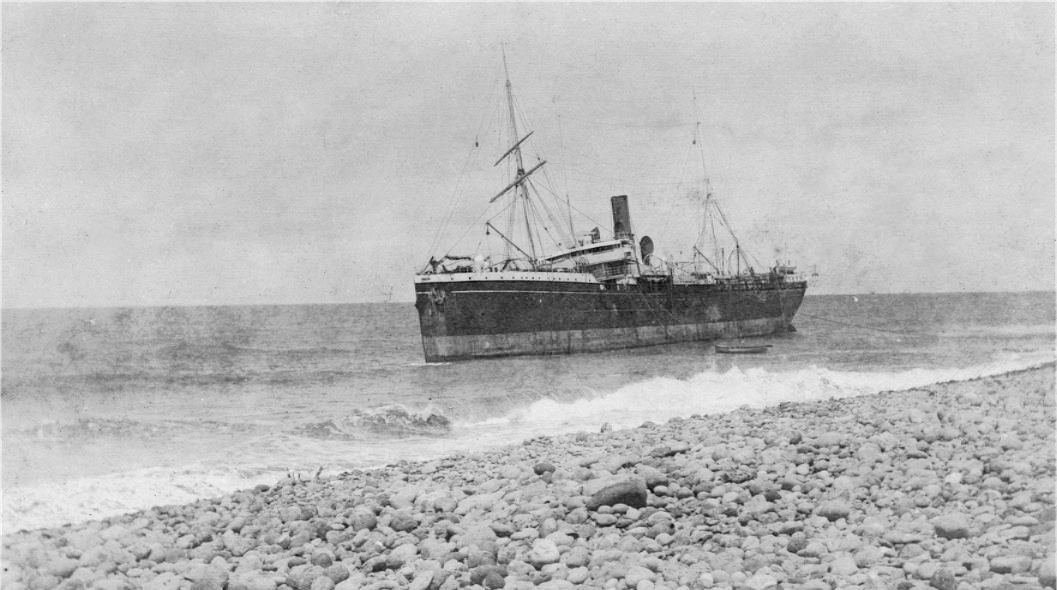
L’Adour sur la plage Sainte-Suzanne à la Réunion, le 4 mars 1913

Servant par la suite à destination de Madagascar, il s'échoue et se brise en deux sur une plage de La Réunion le 4 mars 1913.